# Ludwig Göhring
Ludwig Göhring (geboren am 19. August 1910 in Nürnberg; gestorben am 6. Juli 1999 ebenda) war ein deutscher Widerstandskämpfer im Dritten Reich.

## Leben

### Kindheit und Jugend
Ludwig Göhring wuchs mit einem Bruder und zwei Schwestern in einem politisch interessierten Arbeitermilieu auf. Sein Vater war Industriearbeiter und Mitglied der SPD. Er selbst trat der Sozialistischen Arbeiterjugend – der Jugendorganisation der SPD – bei.
Im April 1930 verlor Göhring seine Anstellung als Klempner und wurde arbeitslos. Bald darauf wechselte er zum Kommunistischen Jugendverband Deutschlands. Er begab sich auf Wanderschaft und fand in Schweden Arbeit, erhielt dort jedoch keine Aufenthaltserlaubnis. 1932 wurde er ausgewiesen und kehrte nach Nürnberg zurück. Mittlerweile war er Mitglied der KPD geworden und verteilte u. a. deren Propagandamaterial. Wegen des Verdachts der Verbreitung illegaler Schriften wurde im Herbst 1932 die Wohnung seiner Eltern durchsucht.

### Zeit des Nationalsozialismus

#### Widerstand
Mit dem Machtantritt der Nationalsozialisten wurde die Lage für die KPD bedrohlich. Im März 1933 war das Führungspersonal der Nürnberger KPD größtenteils inhaftiert, befand sich in der Illegalität oder war ermordet worden. Göhring beteiligte sich am Widerstand und übernahm die Verteilung verbotener Schriften wie der Roten Fahne und der Arbeiter-Illustrierte-Zeitung.
Im Mai 1933 wurde von der illegalen Parteileitung der KPD die Herausgabe einer Publikation für den Raum Nordbayern beschlossen, die Göhring vervielfältigen sollte. Der Druck der Blätter der sozialistischen Freiheitsaktion begann Mitte Mai in einer Gartenkolonie. Da sich die Druckmaschine als zu laut erwies, wurde sie zerlegt und in eine Höhle bei Neuhaus an der Pegnitz in der Fränkischen Schweiz gebracht. Dort entstanden die zweite, dritte und vierte Ausgabe der „Blätter“.

#### Verhaftung und Haftzeit
Am 12. August 1933 war die fünfte Ausgabe fertiggestellt. Göhring wollte die 1500 Exemplare zum Nürnberger Ostbahnhof bringen, wo er die Pakete an die weiteren Verteiler übergeben sollte. Dabei wurde er beobachtet, denunziert und bis zum Eintreffen der SA in einer Gastwirtschaft nahe seinem Ziel festgehalten. Als er dort bei einem ersten Verhör durch SA-Leute schwieg, wurde er misshandelt und anschließend blutend zur „Stabswache“ gebracht. Nachdem man die Druckerschwärze an seinen Händen bemerkt hatte, verriet er zwar das Versteck der Druckmaschine, nicht aber seine Genossen.
Am 16. August 1933 wurde Göhring in eine Zelle im Polizeipräsidium in der Deutschhauskaserne verlegt, dort weiter verhört und geschlagen. Zwei Tage später brachte man ihn in das KZ Dachau, wo er mit der Häftlingsnummer 2009 sofort in den Arrestbunker gesperrt wurde. Bei reduzierter Nahrung musste er mehr als ein Jahr in Einzelhaft in einer Dunkelzelle verbringen. Anfang November 1934 wurde er wegen Vorbereitung zum Hochverrat in München zu zwei Jahren Gefängnis verurteilt und in das Justizgefängnis Nürnberg überstellt.
Am 7. Oktober 1936 hätte Ludwig Göhring entlassen werden müssen. Stattdessen wurde er von der Gestapo in „Schutzhaft“ genommen und unmittelbar aus dem Gefängnis heraus erneut in das KZ Dachau eingeliefert. Dort erfuhr er im November jenes Jahres durch einen Mithäftling vom Tod seines Vaters. Mit 4000 weiteren Gefangenen wurde er am 1. November 1939 in das KZ Flossenbürg gebracht, wo er schwere Erd- und Transportarbeiten, vor allem in einem Steinbruch, verrichten musste. Da sich seine körperliche Verfassung zusehends verschlechterte, wurde er Ende Februar 1940 nach Dachau zurückverlegt.
Im Konzentrationslager Dachau wurde Göhring nun in der Effektenkammer bei der Verwaltung der Gelder der Häftlinge eingesetzt. Da er – mit dem Einverständnis der betreffenden Gefangenen – Gelder für Häftlinge mit leeren Konten „illegal“ umgebucht hatte, wurde er mit Auspeitschen, Pfahlhängen und einem Jahr Strafkompanie bestraft. Am 21. Juli 1944 wurde er in das KZ Neuengamme verlegt. Dort musste er im Kommando Klinkerwerk Sand aus Schuten schaufeln. Mit Hilfe anderer politischer Häftlinge kam er im Oktober als Schreiber in das Arbeitseinsatzbüro.

#### Zwangsrekrutierung und Desertion
Am 5. November 1944 wurde Ludwig Göhring zwangsrekrutiert und der SS-Sturmbrigade Dirlewanger zugewiesen. Mit anderen Schicksalsgefährten wurde er über Krakau in die Slowakei transportiert, nach einer kurzen Ausbildung marschierte das Bataillon in Richtung Front. In einer unübersichtlichen Situation konnte sich Göhring im Dezember absetzen und zu den sowjetischen Truppen durchschlagen. Fortan kämpfte er auf Seiten der Roten Armee. Seine Aufgabe bestand u. a. darin, sich über die Frontlinie hinweg per Lautsprecher an die deutschen Soldaten zu wenden und ihnen die Sinnlosigkeit ihres Kampfes zu verdeutlichen.

### Nachkriegszeit
Im Oktober 1945 kehrte Göhring als freier Mann in seine Heimatstadt Nürnberg zurück, wo seine Mutter und die Geschwister überlebt hatten. Er fand eine Anstellung bei der Stadtverwaltung und engagierte sich in der Vereinigung der Verfolgten des Naziregimes (VVN).
Seine Erinnerungen hielt er in dem von ihm verfassten, 1999 erschienenen Buch Dachau, Flossenbürg, Neuengamme. Eine antifaschistische Biographie fest.

## Ehrungen
Die Bundesrepublik Deutschland tat sich zunächst schwer im Umgang mit Widerstandskämpfern und Deserteuren. Sie wurden vielfach diffamiert und als „Kriegsverräter“ verachtet. Im Juni 2018 brachten die Naturfreunde Nürnberg eine Gedenktafel an der Anton-Völkel-Grotte an, in der Ludwig Göhring die Schriften gegen die Nationalsozialisten vervielfältigt hatte. Die Stadt Nürnberg gab 2022 bekannt, im neu entstehenden Stadtteil Lichtenreuth eine Straße nach Ludwig Göhring zu benennen.

## Schriften
- Dachau, Flossenbürg, Neuengamme. Eine antifaschistische Biographie. GNN-Verlag, Schkeuditz 1999, ISBN 3-89819-002-1.